# Palmdale, California
Palmdale, California là một thành phố thuộc quận Los Angeles trong tiểu bang California, Hoa Kỳ. Thành phố có tổng diện tích 275,099 km², trong đó diện tích đất là km². Theo điều tra dân số Hoa Kỳ năm 2010, thành phố có dân số 152.750 người, so với 116.670 năm 2000. Thành phố này thuộc Vùng Đại Los Angeles. Palmdale có Phi trường Vùng L.A. / Palmdale.
Palmdale là cộng đồng đầu tiên trong thung lũng Antelope để kết hợp như là một thành phố vào ngày 24 tháng 8 năm 1962, 47 năm sau đó, các cử tri đã được phê duyệt tạo ra một thành phố điều lệ trong Tháng Mười Một, 2009. Palmdale được tách ra từ Los Angeles bởi dãy núi San Gabriel. Palmdale là thành phố đông dân thứ 32 ở California và xếp hạng 158 quốc gia. 